# Nilsson (krater)
Nilsson är en nedslagskrater med en diameter på ungefär 27 kilometer, på planeten Venus. Nilsson har fått sitt namn efter den svenska operasångerskan Kristina Nilsson.